# Andrea Antico
Andrea Antico (Montona, omstreeks 1480 – overleden na 1538) was een muziekdrukker, editor, uitgever en componist uit de renaissance, actief in Rome. Hij was de eerste drukker van geestelijke muziek in Rome en de vroegste concurrent van de Venetiaan Ottaviano Petrucci, die geacht wordt de eerste muziekdrukker van betekenis te zijn geweest.

## Leven
Antico werd geboren in Montona (vandaag Motovun), in Istrië (republiek Venetië). Over zijn vroege leven is tot op heden nog weinig aan het licht gekomen, maar hij kan gewerkt hebben in het bisdom Parenzo (nu Poreč) in Istrië, als we mogen afgaan op de pauselijke brief van 1516 waarin hij vermeld wordt als "geestelijke van het bisdom Parenzo, die nu in Rome woont". Zijn eerste uitgave dateert van 1510 en was een verzameling frottole. Zoals Petrucci, wiens soortgelijke Odhecaton acht jaar eerder in Venetië (stad) was verschenen, gaf hij eerst populaire geestelijke muziek uit.
In 1513 verkreeg hij van de paus het voorrecht om in de Pauselijke Staat muziek te drukken; dit was het eerste voorrecht van dit type dat toegekend werd en kort daarna verkreeg hij het alleenrecht op het drukken van orgeltabulatuur. Hierdoor werd hij een concurrent van Petrucci die een soortgelijk voorrecht had in de Republiek Venetië (het recht om orgaantabulaturen in de Pauselijke Staat uit te geven kwam oorspronkelijk enkel Petrucci toe, maar aangezien hij van zijn licentie nog geen gebruik had gemaakt, verviel die en gunde de paus die aan Antico). Hoewel aan de druklicentie ook een tienjarig copyright was verbonden, worden vele herdrukken van Antico's platen en houtblokken, die nog voor de vervalperiode van het copyright verschenen, niet altijd aan hem toegeschreven.
In Rome werkte Antico in een financieel samenwerkingsverband met Ottaviano Scotto. Hij werkte ook samen met de drukker Antonio Giunta. Antico bleef tot 1518 in Rome, maar verhuisde dan naar Venetië, waar hij vanaf 1520 drukker was. Tijdens de periode van 1520 tot 1522 werkte hij samen met Luca Antonio Giunta. Wat hij tussen 1522 en 1533 deed is geen uitgemaakte zaak, maar hij werkte in Venetië in 1533 weer als drukker, deze keer als werknemer van Ottaviano Scotto, die voorheen in Rome nog zijn vennoot was. Sommige onderzoekers vermoeden dat Antico de jaren van 1522 tot 1533 in Lyon had doorgebracht, misschien als medewerker van de aldaar bekende drukker Jacques Moderne, die ook van Istrië afkomstig was.
Antico's laatste uitgave, een verzameling vierstemmige motetten van Adriaan Willaert, is van 1539. Wat daarna met Antico is gebeurd weet niemand.

## Werk en invloed
Anders dan bij Petrucci, die beweeglijke lettervormen gebruikt en bij wie de druk van een vel verschillende fasen kende, maakte Antico houtblokdrukken. Hoewel deze technologie ouder was dan het gebruik van de losse lettervorm en arbeidsintensiever dan Petrucci‘s techniek, leverde het, uitgevoerd door een kundig ambachtsman, wel hoogstaande kwaliteit op; Antico stond er in elk geval om bekend een van de meest verfijnde houtblokdrukkers van zijn tijd te zijn.
Een van zijn uitgaven uit de Romeinse periode, het Liber quindecim missarum van 9 mei 1516, bevat missen van Josquin des Prez, Pierre de la Rue, Antoine Brumel, Jean Mouton, Antoine de Févin en Matthaeus Pipelare. Deze bundel was de eerste met sacrale muziek die in Rome zelf gepubliceerd werd (wel had Petrucci een decennium eerder al in Venetië sacrale muziek uitgegeven). Antico schreef in de opdracht aan paus Leo X dat hij de houtblokken voor zijn uitgave drie jaar lang intensief had voorbereid. De graficus die zowel verantwoordelijk was voor de titelpagina als voor de talrijke afbeeldingen in het Liber quindecim missarum en elders, was vermoedelijk Giovanbattista Columba.
In Venetië publiceerde Antico uiteenlopende genres muziek, zoals de frottole van Bartolomeo Tromboncino en Marchetto Cara, in een bewerking voor stem en luit; Franse motetten en chansons; motetten waaronder een verzameling werken van Willaert en enkele van de vroegste bundels met madrigalen, waaronder uitgaven geheel gewijd aan Philippe Verdelot en Jakob Arcadelt.
Antico was ook componist en bij gelegenheid nam hij zijn eigen frottole in uitgaven op; hij tekende dan met "Andrea Anticho D.M." Zijn eigen werk is in een lichte, vrij eenvoudige en homofone stijl gecomponeerd.